# Río Afrin
El río Afrin (en árabe: نهر عفرين‎, romanizado: Nahr ʻIfrīn, en kurdo: Çemê Efrînê, árabe siriano: Nahər ʻAfrīn) comparte recorrido entre Turquía y Siria, discurre en una parte sur de Anatolia y el Levante Mediterráneo.

## Descripción
El Afrin nace en las montañas Kartal, al sureste de la península de Anatolia e ingresa en la zona noroccidental del Levante para luego adentrarse a la región turca de Hatay, unirse al río Karasu en el antiguo sitio del lago Amik —por medio de un canal de agua— y finalmente desembocar en el río Orontes.
La longitud total del río es de 131 kilómetros (81 millas), de los cuales 54 kilómetros (34 millas) se encuentran en Siria. Alrededor de 250 000 000 de metros cúbicos (8.8×10⁹ pies cúbicos) del flujo anual del río provienen de la provincia de Hatay en Turquía, mientras que alrededor de 60 000 000 de metros cúbicos (2.1×10⁹ pies cúbicos) se originan en Siria. El río está represado por el embalse Afrin al norte de la ciudad del mismo nombre.
Afrin es conocido como Apre por los asirios, Oinoparas en la cultura seléucida y como Ufrenus durante la era romana del Levante. El geógrafo Abu'l-Fida lo menciona al río como Nahr Ifrîn.
El color negro de las aguas se debe a la turbulencia del lavado de aceitunas durante la temporada de recolecta de este fruto.